# Sports acrobatik
Sports akrobatik (også kaldet akrobatisk gymnastik og ofte forkortet Acro) er en sportsgren, hvor gymnaster i par eller grupper arbejder sammen for at opføre akrobatiske øvelser, bevægelser og dans til musik.
De forskellige typer konstellationer er:
- Kvinde par (to kvinder)
- Mænd par (to mænd)
- Mixed par (en mand nederst og en kvinde øverst)
- Kvinde gruppe (tre kvinder)
- Mænd gruppe (fire mænd)

Par er den mest udbredte form for sports acro i Danmark.
| Sport | Spire Denne artikel om sport er en spire som bør udbygges. Du er velkommen til at hjælpe Wikipedia ved at udvide den. |